# シャー・ミール
シャー・ミール（Shah Mir, 生年不詳 - 1342年）は、北インド、カシュミール・スルターン朝の君主（在位：1339年 - 1342年）。シャムスッディーンとも呼ばれる。

## 生涯
1339年、カシュミールのヒンドゥー王朝に仕えていたムスリムの宰相シャー・ミールは王位を簒奪し、シャムスッディーンの称号のもと王座につき、カシュミール・スルターン朝を創始した。彼の王統はシャー・ミール朝と呼ばれる。
この人物の出自はスワート出身のアフガン人とも、テュルク系とも、果てはマハーバーラタのパーンドゥ族にさかのぼるといわれるが、その出自はいまだに明らかではない。ただ、この王朝の成立は北インドのトルコ系ムスリムの動向とは無関係に生じたものである。
1342年、シャー・ミールは死亡した。王位は4人の息子ジャムシード、アラー・ウッディーン、シハーブッディーン、クトゥブッディーンに受け継がれ、やがてクトゥブッディーンの息子シカンダルが王位を継承した。